# Тубінська сільська рада (Баймацький район)
Ту́бінська сільська рада (рос. Тубинский сельский совет) — муніципальне утворення у складі Баймацького району Башкортостану, Росія. Адміністративний центр та єдиний населений пункт — село Тубінський.

## Населення
Населення — 1169 осіб (2019, 1228 в 2010, 1385 в 2002).